# 17. Armee (Wehrmacht)
La 17ª armata tedesca (17. Armee) fu un'armata della Germania nazista costituita in vista dell'Operazione Barbarossa, ossia l'invasione tedesca dell'Unione Sovietica, iniziata il 22 giugno 1941 durante seconda guerra mondiale.
Inserita all'interno dell'Gruppo d'armate Sud assieme alla 1ª armata corazzata, la 17ª armata tedesca circondò le forze sovietiche nell'Ucraina centrale durante la battaglia di Uman'. Al termine della battaglia, risultarono catturati circa 100 000 soldati sovietici. La 17ª armata partecipò alla battaglia della sacca di Kiev. Al Gruppo di Armate Sud fu ordinato di riprendere l'offensiva, con l'obiettivo di catturare Rostov sul Don, la porta dei campi di petrolio del Caucaso, e Charkiv, il centro più importante dell'industria pesante per l'Unione Sovietica. Nell'ottobre 1941, l'esercito passò sotto il comando di Hermann Hoth, che nel dopoguerra fu condannato nel processo dell'Alto Comando.
Hoth fu anche un attivo sostenitore della  guerra di annientamento contro l'Unione Sovietica. Egli si rivolse ai suoi uomini affinché comprendessero la necessità di una "dura punizione degli ebrei". A sostegno del Severity Order emesso dal generale tedesco Walter von Reichenau nell'ottobre 1941, in novembre 1941 Hoth emise la seguente direttiva alle truppe sotto il suo comando: 
Ogni segno di resistenza attiva o passiva o qualsiasi sorte di macchinazioni da parte di agitatori giudeo-bolscevichi deve essere immediatamente e spietatamente sterminato…Questi circoli sono i sostegni intellettuali del bolscevismo, i portatori delle sue mortali organizzazioni, i compagni di aiuto ai partigiani.
È la stessa classe giudea di esseri che hanno fatto così tanto danno alla nostra Patria a causa delle loro attività contro la nazione e la civilizzazione e che promuovono tendenze anti-tedesche in tutto il mondo e che saranno messaggeri di vendetta. Il loro sterminio è un imperativo per la nostra stessa sopravvivenza.
Sotto il comando di Hoth, unità della 17ª armata presero parte alla caccia e all'uccisione di ebrei nel territorio di loro controllo.

## Battaglia di Stalingrado
Nel 1942, il Gruppo di Armate del Sud fu la punta di lancia dell'offensiva estiva in Russia, nota come Operazione Blu.
La 17ª armata doveva fornire protezione sul fianco alla 1ª armata corazzata mentre colpiva verso il fiume Don. Da giugno a luglio la 17ª armata tedesca, il Corpo di spedizione italiano in Russia e la 3 ª armata rumena furono organizzate come "Gruppo di Armate Ruoff".
Nell'agosto 1942, Hitler suddivise il Gruppo di Armate Sud in due nuovi Gruppi di Armate: Gruppo di Armate A e Gruppo di Armate B. Il Gruppo di Armate A comprendeva la 17ª armata, la 1ª armata corazzata tedesca e la 4ª armata corazzata tedesca mentre il Gruppo di Armate B comprendeva la 2ª armata tedesca, la 6ª armata tedesca, l'8ª Armata italiana e la 2ª Armata ungherese. Nell'ottobre 1942, la 3ª e la 4ª armata rumena furono aggiunte per rafforzare il Gruppo di Armate B.
Mentre il Gruppo di Armate B si dirigeva verso Stalingrado, il Gruppo di Armate A e la 17ª armata attaccarono verso i pozzi petroliferi del Caucaso, in quella che sarà poi nota come battaglia del Caucaso. In dicembre, con le forze sovietiche che circondavano la 6ª armata a Stalingrado, il Gruppo di Armate A si ritirò dal sud dell'Unione Sovietica ma alla 17ª armata fu ordinato di tenere la testa di ponte del Kuban'. Nella primavera del 1943 Hitler chiese una strada di tre miglia e un ponte ferroviario attraverso lo Stretto di Kerč' per sostenere una spinta dal Caucaso alla Persia, sebbene la filovia che divenne operativa il 14 luglio, con una capacità giornaliera di trasporto di mille tonnellate, fosse adeguata per le necessità difensive della 17ª armata nella testa di ponte del Kuban'. 
A causa delle frequenti scosse telluriche, furono necessarie grosse quantità di travi rinforzate, il cui trasporto limitò quello del materiale militare in Crimea.

## Crimea
Nell'ottobre 1943, la 17ª armata fu costretta a ritirarsi dalla testa di ponte del Kuban', attraverso lo stretto di Kerch, in Crimea. Nel corso dei mesi successivi, l'Armata Rossa respinse le forze tedesche nel sud dell'Ucraina. In novembre 1943, fu infine tagliato fuori il collegamento terrestre della 17ª armata attraverso l'Istmo di Perekop. Hitler vietò un'evacuazione via mare della 17ª armata poiché pensava che l'Armata Rossa potesse usare la Penisola di Crimea per lanciare attacchi aerei contro le raffinerie petrolifere rumene.
Alla fine del 1943, il comando sovietico in iniziò a sbarcare truppe nello Stretto di Kerch e, il 10 aprile 1944, a spostare truppe vicino al Sivash e contemporaneamente attaccò l'istmo di Perekop, costringendo la 17ª armata a tornare su Sebastopoli. Il Supremo Comando tedesco delle Forze Armate (Comando Supremo della Wehrmacht, od OKW) intendeva tenere Sebastopoli come una fortezza, più di quanto l'Armata Rossa avesse fatto durante la prima battaglia per la Crimea dal 1941 al 1942. L'inadeguata riparazione delle difese di Sebastopoli rese questo impossibile e, il 9 maggio 1944, Sebastopoli cadde in meno di un mese dall'inizio della battaglia.
L'esercito perse molto del suo equipaggiamento pesante in Crimea. Considerevoli perdite furono sofferte in termini di uomini caduti in battaglia e perdite associate all'evacuazione via mare. L'esercito fu di conseguenza riorganizzato e continuò a combattere sul fronte orientale, compresa la battaglia di Bautzen.

## Unità straniere subordinate
- Corpi Ungheresi mobili – dal 1º luglio 1941 al 24 novembre 1941
- Corpo di spedizione italiano in Russia – dal 3 giugno al luglio 1942
- Comando Slovacco Mobile (Brigata Pilfousek), riorganizzata ai primi di agosto 1941 come 1ª Divisione Slovacca

## Ufficiali al comando
- Generale di fanteria Carl-Heinrich von Stülpnagel (1886–1944), dal 20 dicembre 1940 al 4 ottobre 1941 (288 giorni)
- Colonnello generale (Generaloberst)  Hermann Hoth (1885–1971), dal 5 ottobre 1941 al 19 aprile 1942 (196 giorni)
- Colonnello generale Hans von Salmuth (1888–1962), dal 20 aprile 1942 al 31 maggio 1942 (41 giorni)
- Colonnello generale Richard Ruoff (1883–1967), dal 1º giugno 1942 al 24 giugno 1943 (1 anno, 23 giorni)
- Colonnello generale Erwin Jaenecke (1890–1960), dal 25 giugno 1943 al 1º marzo 1944 (250 giorni)
- Generale feldmaresciallo Ferdinand Schörner (1892–1973), dal 2 marzo 1944	al 31 marzo 1944 (29 giorni)
- Colonnello generale Erwin Jaenecke (1890–1960), dal 1º aprile 1944 al 28 aprile 1944 (27 giorni)
- Generale di fanteria Karl Allmendinger (1891–1965), dal 1º maggio 1944 al 25 luglio 1944 (85 giorni)
- Generale di fanteria Friedrich Schulz (1897–1976), dal 26 luglio 1944	al 30 marzo 1945 (247 giorni)
- Generale di fanteria Wilhelm Hasse (1894–1945), dal 1º aprile 1945 al 7 maggio 1945 (36 giorni)